# Живко Живкович
Живко Живкович (серб. Живко Живковић / Živko Živković, нар. 14 квітня 1989, Ужиці) — сербський футболіст, воротар грецького клубу «Панетолікос».
Виступав, зокрема, за клуби «Партизан», «Ксанті» та ПАОК, а також молодіжну збірну Сербії.

## Клубна кар'єра
Народився 14 квітня 1989 року в місті Ужиці. Вихованець юнацьких команд футбольних клубів «Телеоптик» та «Партизан».
У дорослому футболі дебютував 2006 року виступами за команду «Телеоптик», в якій провів один сезон, взявши участь у 4 матчах чемпіонату. 
Своєю грою за цю команду привернув увагу представників тренерського штабу клубу «Партизан», до складу якого приєднався 2007 року. Відіграв за белградську команду наступний сезон своєї ігрової кар'єри.
Протягом 2008—2010 років захищав кольори клубу «Металац».
У 2010 році повернувся до клубу «Партизан». Цього разу провів у складі його команди один сезон. 
Згодом з 2011 по 2012 рік грав у складі команд «Металац» та «Телеоптик».
З 2012 року знову, цього разу чотири сезони захищав кольори клубу «Партизан». Відзначався досить високою надійністю, пропускаючи в іграх чемпіонату в середньому менше одного гола за матч.
З 2016 року три сезони захищав кольори клубу «Ксанті».  Більшість часу, проведеного у складі «Ксанті», був основним голкіпером команди. В матчах за клуб «Ксанті» також не дозволяв суперникам забивати у свої ворота в середньому більше одного гола за гру.
До складу клубу ПАОК приєднався 2019 року. Станом на 17 лютого 2023 року відіграв за клуб із Салонік 41 матч в національному чемпіонаті.

## Виступи за збірні
У 2005 року дебютував у складі юнацької збірної Сербії (U-17), загалом на юнацькому рівні взяв участь у 8 іграх, пропустивши 2 голи.
Протягом 2007–2010 років залучався до складу молодіжної збірної Сербії. На молодіжному рівні зіграв у 6 офіційних матчах.
У 2015 році залучався в офіційних матчах до складу національної збірної Сербії.